# Tarragona
Tarragona là một đô thị thuộc tỉnh Tarragona trong cộng đồng tự trị Catalonia, phía bắc Tây Ban Nha. Đô thị này có diện tích là ki-lô-mét vuông, dân số năm 2009 là 456.042 người với mật độ người/km². Đây là tỉnh lỵ của tỉnh Tarragona.
Quần thể khảo cổ Tarraco, một di tích La Mã cổ đại được UNESCO đưa vào danh sách di sản thế giới năm 2000.